# Brunkau

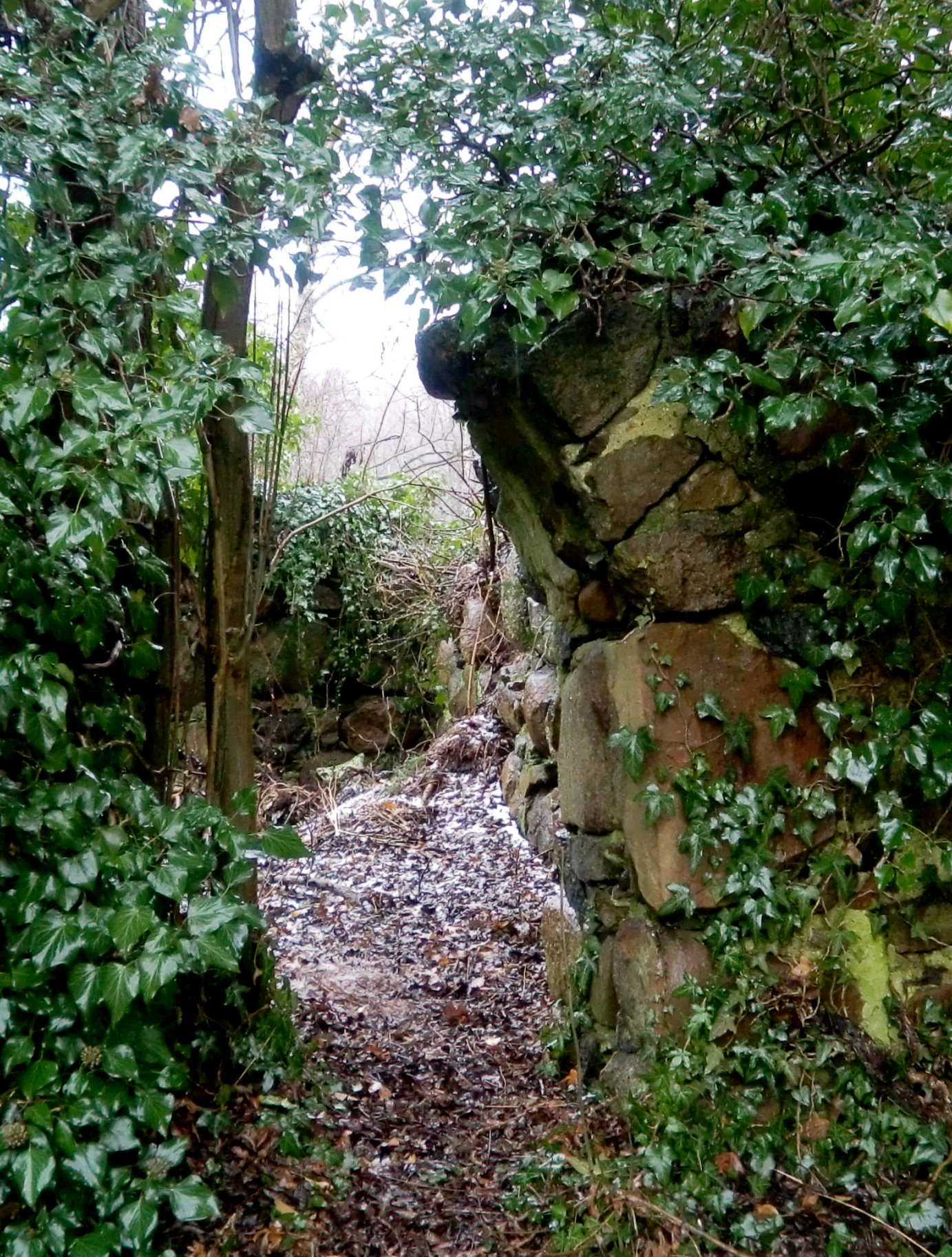
Ruine auf dem Friedhof von Brunkau

Brunkau ist ein Ortsteil der Ortschaft Windberge der Stadt Tangerhütte im Landkreis Stendal in Sachsen-Anhalt, (Deutschland).

## Geographie
Brunkau, ein Vorwerk mit einer Gutssiedlung im Osten, liegt 11 Kilometer nordwestlich von Tangerhütte und 16 Kilometer südwestlich von Stendal am Nordrand der Colbitz-Letzlinger Heide in der Altmark. Es ist umgeben vom Landschaftsschutzgebiet „Uchte-Tangerquellen und Waldgebiete nördlich von Uchtspringe“. Südlich des Dorfes liegt im FFH-Gebiet „Tanger-Mittel- und Unterlauf“ das Quellgebiet vom Brunkauer Tanger. Das Flüsschen strömt über den Blindegraben durch den Schleußer Teich in den Lüderitzer Tanger. Ein großer beschrifteter Stein in der Nähe der Tangerquellen weist darauf hin. Südlich des Dorfes erstrecken sich die ausgedehnten Wälder der Brunkauer Heide im Forstrevier Brunkau mit dem etwa 97 Meter hohen Weinberg als höchster Erhebung. Durch Brunkau verläuft der Radweg Altmarkrundkurs.
Nachbarorte sind Ottersburg im Norden, Windberge und Schleuß im Nordosten und Lüderitz im Westen.

## Geschichte

### Mittelalter bis Neuzeit
Das Dorf wurde 1238 als Bruncgowe erstmals urkundlich erwähnt als Graf Siegfried von Osterburg Dörfer und Besitz in der Altmark, mit denen er vorher vom St. Ludgerikloster Helmstedt belehnt worden war, dem Abt Gerhard von Werden und Helmstedt überschrieb. Im Landbuch der Mark Brandenburg von 1375 wird eine Wüstung namens Brunkowe aufgeführt. Weitere Nennungen sind 1529 Bruncke, 1687 Vorwerk Brunckow  mit Wassermühle und 1804 zwei Vorwerke Brunkau oder Brunkow mit einem Forsthaus und einer Wassermühle.
Hermes und Weigelt schrieben im Jahre 1842 „Brunkow war früher ein großes Dorf und noch jetzt findet man Trümmer der daselbst vorhanden gewesenen Kirche“. 1843 stand unweit der Poststraße die Ruine eines Kirchturms einige Fuß hoch über der Erde. Wilhelm Zahn wies 1909 darauf hin, dass es nicht nachweisbar ist, ob Brunkau wirklich eine Kirche besessen hat. Auf dem Friedhof von Brunkau sind noch heute Reste einer Ruine zu sehen.
1538 gab es Schäfereien auf der Wüstung. 1544 wurden die wüste Feldmark Brunkau gerodet und durch die von Borstell neue Vorwerke angelegt und die Bauern von Groß Schwarzlosen dorthin zu umfangreichen Diensten verpflichtet. Der Streit darüber führte zu einem Prozess, der in einem Vergleich endete. Im Jahre 1598 wird ein Gut Brunkau als Rittersitz erwähnt.
Der Brunkauer Mühlengraben, ein kleiner Bach, der heutige Brunkauer Tanger, trieb noch Ende des 19. Jahrhunderts eine Wassermühle am südwestlichen Ortseingang. Im 20. Jahrhundert hieß der Bach auch Bäke, daran erinnert die heutige Straße „An der Bäke“.

### Herkunft des Ortsnamens
Aleksander Brückner deutet den Namen 1238 Bruncgowe, 1375 Brunkowe als altslawisch „brаnь“ für „genommen“.

### Archäologie
Bei Brunkau wurden ab der Mitte des 20. Jahrhunderts zwei Gräberfelder aus spätrömischer Zeit untersucht. Geborgen wurden keramische Gefäße, eine Fibel und ein knöcherner Kamm.

### Eingemeindungen
Ursprünglich gehörten Gut und Dorf Brunkau zum Tangermündeschen Kreis  der Mark Brandenburg in der Altmark. Zwischen 1807 und 1813 lagen beide im Kanton Lüderitz auf dem Territorium des napoleonischen Königreichs Westphalen. Nach weiteren Änderungen kamen Gut und Gemeinde zum Kreis Stendal, dem späteren Landkreis Stendal. Am 30. September 1928 wurde der Gutsbezirk Brunkau mit der Landgemeinde Brunkau vereinigt.
Am 20. Juli 1950 wurde die bis dahin eigenständige Gemeinde Brunkau nach Lüderitz eingemeindet.
Am 14. September 1963 wurde der Ortsteil Brunkau aus Lüderitz aus- und in die Gemeinde Ottersburg eingegliedert und kam damit vom Kreis Stendal zum Kreis Tangerhütte.
Am 1. Januar 1974 wurde die Gemeinde Ottersburg mit dem zugehörigen Ortsteil Brunkau nach Windberge eingemeindet.
Seit dem 31. Mai 2010 gehört der Ortsteil Brunkau zur Ortschaft Windberge und zur „Einheitsgemeinde Stadt Tangerhütte“, da an dem Tage Windberge in Tangerhütte eingemeindet wurde.

### Einwohnerentwicklung
| Jahr         | 1772 | 1790 | 1798 | 1801 | 1818 | 1840 | 1864 | 1871 | 1885 | 1892 | 1895 | 1900 | 1905 |
| Dorf Brunkau | 7    | 43   | 09   | 34   | 42   | 72   | 92   | 74   | 77   | 94   | 73   | 80   | 47   |
| Gut Brunkau  |      |      | 15   |      |      |      |      | 35   | 27   |      | 26   |      | 31   |

| Jahr | Einwohner |
| ---- | --------- |
| 1910 | [00]070   |
| 1925 | 102       |
| 1933 | [00]079   |
| 1939 | 094       |
| 1946 | 175       |
| 2013 | [00]058   |

| Jahr | Einwohner |
| ---- | --------- |
| 2014 | [00]56    |
| 2018 | [00]41    |
| 2019 | [00]44    |
| 2020 | [00]41    |
| 2021 | [00]41    |
| 2022 | [0]40     |
| 2023 | [0]42     |

Quelle, wenn nicht angegeben, bis 1946:

## Religion
- Die evangelischen Christen aus Brunkau waren früher in die Pfarrei Groß Schwarzlosen bei Lüderitz eingepfarrt.[27] Sie werden heute betreut vom Pfarrbereich Lüderitz im Kirchenkreis Stendal im Bischofssprengel Magdeburg der Evangelischen Kirche in Mitteldeutschland.[28] Die ältesten überlieferten Kirchenbücher für Brunkau stammen aus dem Jahre 1847, ältere Einträge sind bei Groß Schwarzlosen zu finden.[29]
- Die katholischen Christen gehören zur Pfarrei St. Anna in Stendal im Dekanat Stendal im Bistum Magdeburg.[30]

## Kultur und Sehenswürdigkeiten
- Das Rittergut Brunkau (Gutshof) steht unter Denkmalschutz. Die beiden Rittergüter I und II (mit 508,7 ha) gehörten ab 1929 Walter von Borstell aus Groß Schwarzlosen und waren verpachtet.
- In der Mitte des Dorfes befindet sich der Ortsfriedhof.
- Auf dem Gutshof ist eine kleine Kapelle erhalten. Der kleine Gebetsraum ist aus einem Teil der Scheune hergerichtet.[31]

## Wirtschaft
In Brunkau hat ein Unternehmen für optische Messsysteme seinen Sitz. Ein Forstbetrieb mit Sitz auf dem Gutshof bewirtschaftet 650 Hektar Kiefernwald im Brunkauer Forst.

## Verkehr
Durch den Ort führt die Kreisstraße 1187 nach Ottersburg. Brunkau liegt westlich der Bundesstraße 189. Es verkehren Linienbusse und Rufbusse der Regionalverkehr Westsachsen (RVW) unter dem Markennamen stendalbus.